# Pohl (Bergisch Gladbach)
Pohl ist ein Ortsteil im Stadtteil Paffrath der Stadt Bergisch Gladbach  im Rheinisch-Bergischen Kreis.

## Lage und Beschreibung
Pohl liegt an der Nußbaumer Straße südwestlich des Paffrather Friedhofs. Die Ortslage bildet mittlerweile mit Paffrath einen geschlossenen Siedlungsbereich, so dass sie nicht mehr eigenständig wahrgenommen wird.

## Geschichte
Pohl wurde als Poel 1449 erstmals erwähnt. Aus Carl Friedrich von Wiebekings Charte des Herzogthums Berg 1789 geht hervor, dass Pohl zu dieser Zeit Teil der Honschaft Paffrath im gleichnamigen Kirchspiel war.
Unter der französischen Verwaltung zwischen 1806 und 1813 wurde das Amt Porz aufgelöst und Pohl wurde politisch der Mairie Gladbach im Kanton Bensberg zugeordnet. 1816 wandelten die Preußen die Mairie zur Bürgermeisterei Gladbach im Kreis Mülheim am Rhein. Mit der Rheinischen Städteordnung wurde Gladbach 1856 Stadt, die dann 1863 den Zusatz Bergisch bekam.
Der Ort ist auf der Topographischen Aufnahme der Rheinlande von 1824, der Preußischen Uraufnahme von 1840 und ab der Preußischen Neuaufnahme von 1892 auf Messtischblättern regelmäßig als Pohl oder ohne Namen verzeichnet.
| Jahr | Einwohner | Wohn- gebäude | Kategorie |
| ---- | --------- | ------------- | --------- |
| 1822 | 44        |               | Hofstelle |
| 1830 | 49        |               | Hofstelle |
| 1845 | 50        | 10            | Hofstelle |
| 1871 | 71        | 14            | Hofstelle |
| 1885 | 78        | 12            | Wohnplatz |